# Liga Nacional de Baloncesto de Venezuela 2013
La temporada 2013 es la XVIII edición de la de Liga Nacional de Baloncesto de Venezuela. En este torneo participaron 11 equipos, y empezó el 13 de septiembre.
Igualmente el campeonato contó con una segunda división y una tercera división, integrada por 6 y 10 equipos, respectivamente.

## Equipos
El campeón defensor de la Liga Nacional de Baloncesto, Bravos de Portuguesa no salió por problemas económicos, mientras que el campeón de la temporada 2012 de la Segunda División, Mucuros de Irapa también declinó de participar en la temporada de la LNB 2013, tanto Primera División como Segunda División, por la misma razón. Otros equipos que no salieron: Centauros de Apure (campeón de la edición 2011), Rojos de Sucre, Generales de Lara, y Tiburones de Vargas (campeón de la edición 2009).
Participaron 11 clubes: 
- Cinco de la temporada 2011: Guácharos de Monagas, Atléticos UCV, Estudiantes de Guárico, Aduaneros de Valencia, y Lanceros de Cojedes,
- Seis equipos nuevos: 
  - Franquicias nuevas: Caquetíos de Falcón, y Duros de Lara,
  - Filiales de equipos profesionales de la LPB: Columbus 99 (Organización Guaros de Lara), Acereros de Bolívar (Organización Gigantes de Guayana), y Piratas de Vargas (Organización Bucaneros de La Guaira)
  - Diablos de Miranda (Selección sub-17 de Venezuela)

## Sistema de competencia
La equipos se dividieron en dos conferencias: la conferencia oriental integrado por: Guácharos de Monagas, Acereros de Bolívar, Atléticos de la UCV, Diablos de Miranda y Piratas de Vargas; y la conferencia occidental integrado por: Caquetíos de Falcón, Estudiantes de Guárico, Aduaneros de Valencia, Lanceros de Cojedes, Duros de Lara y Columbus 99.
Ambas conferencias disputaron un sistema de liga, con dos partidos por jornada que se disputó los fines. Clasificaron los 4 mejores de cada grupo a la ronda eliminatoria para decidir el campeón.
Los play-offs empezaron con los cuartos de final. Todas las series se disputan a 5 juegos para ganar 3, con la secuencia 3-2; empezando de local el mejor ubicado de los dos equipos.

## Tabla de posiciones

### Conferencia Oriental
| Pos | Equipo               | J  | G  | P  | PF | PC | Dif | Pts |
| --- | -------------------- | -- | -- | -- | -- | -- | --- | --- |
| 1   | Guacharos de Monagas | 16 | 14 | 2  | -- | -- | --  | 30  |
| 2   | Piratas de Vargas    | 16 | 10 | 6  | -- | -- | --  | 26  |
| 3   | Acereros de Guayana  | 16 | 8  | 8  | -- | -- | --  | 24  |
| 4   | Atlético UCV         | 16 | 7  | 9  | -- | -- | --  | 23  |
| 5   | Diablos de Miranda   | 16 | 1  | 15 | -- | -- | --  | 17  |

### Resultados
| Fase Regular         | ATL         | ACE         | DBL         | GUA         | PIR          |
| Atléticos UCV        | --          | 68-85 62-75 | 72-77       | 73-76 88-89 | 92-97 82-104 |
| Acereros de Guayana  | 85-63 80-70 | --          | 77-72 75-73 | 80-78       | 82-88 84-77  |
| Diablos de Miranda   | 84-64 89-70 | 72-70 72-68 | --          | 88-66 73-65 | 82-80 00-00  |
| Guacharos de Monagas | 80-71 58-78 |             | 88-91 77-87 | --          |              |
| Piratas de Vargas    |             | 79-77 76-73 | 85-81 83-65 | 84-82 94-79 | --           |

### Grupo Occidental
| Pos | Equipo                 | J  | G  | P  | PF | PC | Dif | Pts |
| --- | ---------------------- | -- | -- | -- | -- | -- | --- | --- |
| 1   | Aduaneros de Carabobo  | 20 | 18 | 2  | -- | -- | --  | 38  |
| 2   | Caquetíos de Falcón    | 20 | 15 | 5  | -- | -- | --  | 35  |
| 3   | Duros de Lara          | 20 | 11 | 9  | -- | -- | --  | 31  |
| 4   | Estudiantes de Guárico | 20 | 10 | 10 | -- | -- | --  | 30  |
| 5   | Lanceros de Cojedes    | 20 | 4  | 16 | -- | -- | --  | 24  |
| 6   | Columbus 99            | 20 | 2  | 18 | -- | -- | --  | 22  |

#### Resultados
| Fase Regular           | ADU         | CAQ         | C99         | DUR          | EST          | LAN         |
| Aduaneros de Carabobo  | --          | 69-68 59-71 | 69-61 71-78 | 78-57 83-76  | 71-61 00-00  | 71-61 00-00 |
| Caquetíos de Falcón    | 82-74       | --          | 78-63 95-86 | 110-71 86-80 | 103-52 73-79 | 71-61 00-00 |
| Columbus 99            | 75-68 84-77 | 80-85 44-35 | --          | 69-60        | 68-56 84-86  | 71-61 00-00 |
| Duros de Lara          | 72-78 67-72 | 66-81 75-90 | 77-73 70-83 | --           | 80-91 60-78  | 71-61 00-00 |
| Estudiantes de Guárico | 85-69 70-61 | 76-82 81-83 | 60-67 80-69 | 88-66 71-53  | --           | 71-61 00-00 |
| Lanceros de Cojedes    | 85-69 70-61 | 76-82 81-83 | 60-67 80-69 | 88-66 71-53  | 71-61 00-00  | --          |

## Play-Offs
La serie final quedó definida el 21 de octubre:
|  | Cuartos de final | Cuartos de final       | Cuartos de final      |                       |                      | Semifinales          | Semifinales | Semifinales |  |                      | Final                | Final | Final |  |
|  |                  |                        |                       |                       |                      |                      |             |             |  |                      |                      |       |       |  |
|  |                  |                        |                       |                       |                      |                      |             |             |  |                      |                      |       |       |  |
|  | 1-Or             | Guacharos de Monagas   | 3                     |                       |                      |                      |             |             |  |                      |                      |       |       |  |
|  | 1-Or             | Guacharos de Monagas   | 3                     |                       |                      |                      |             |             |  |                      |                      |       |       |  |
|  | 4-Oc             | Estudiantes de Guárico | 0                     |                       |                      |                      |             |             |  |                      |                      |       |       |  |
|  | 4-Oc             | Estudiantes de Guárico | 0                     |                       | Guacharos de Monagas | Guacharos de Monagas | 3           |             |  |                      |                      |       |       |  |
|  |                  |                        |                       |                       | Guacharos de Monagas | Guacharos de Monagas | 3           |             |  |                      |                      |       |       |  |
|  |                  |                        | Caquetíos de Falcón   | Caquetíos de Falcón   | 2                    |                      |             |             |  |                      |                      |       |       |  |
|  | 2-Or             | Caquetíos de Falcón    | Caquetíos de Falcón   | Caquetíos de Falcón   | 2                    | 3                    |             |             |  |                      |                      |       |       |  |
|  | 2-Or             | Caquetíos de Falcón    |                       |                       |                      |                      |             |             |  |                      |                      |       |       |  |
|  | 3-Oc             | Acereros de Guayana    | 0                     |                       |                      |                      |             |             |  |                      |                      |       |       |  |
|  | 3-Oc             | Acereros de Guayana    | 0                     |                       |                      |                      |             |             |  | Guacharos de Monagas | Guacharos de Monagas | 2     |       |  |
|  |                  |                        |                       |                       |                      |                      |             |             |  | Guacharos de Monagas | Guacharos de Monagas | 2     |       |  |
|  |                  |                        | Aduaneros de Carabobo | Aduaneros de Carabobo | 3                    |                      |             |             |  |                      |                      |       |       |  |
|  | 2-Or             | Piratas de Vargas      | Aduaneros de Carabobo | Aduaneros de Carabobo | 3                    | 2                    |             |             |  |                      |                      |       |       |  |
|  | 2-Or             | Piratas de Vargas      |                       |                       |                      |                      |             |             |  |                      |                      |       |       |  |
|  | 3-Oc             | Duros de Lara          | 3                     |                       |                      |                      |             |             |  |                      |                      |       |       |  |
|  | 3-Oc             | Duros de Lara          | 3                     |                       | Duros de Lara        | Duros de Lara        | 2           |             |  |                      |                      |       |       |  |
|  |                  |                        |                       |                       | Duros de Lara        | Duros de Lara        | 2           |             |  |                      |                      |       |       |  |
|  |                  |                        | Aduaneros de Carabobo | Aduaneros de Carabobo | 3                    |                      |             |             |  |                      |                      |       |       |  |
|  | 1-Oc             | Aduaneros de Carabobo  | Aduaneros de Carabobo | Aduaneros de Carabobo | 3                    | 3                    |             |             |  |                      |                      |       |       |  |
|  | 1-Oc             | Aduaneros de Carabobo  |                       |                       |                      |                      |             |             |  |                      |                      |       |       |  |
|  | 4-Or             | Atléticos UCV          | 0                     |                       |                      |                      |             |             |  |                      |                      |       |       |  |
|  | 4-Or             | Atléticos UCV          | 0                     |                       |                      |                      |             |             |  |                      |                      |       |       |  |
|  |                  |                        |                       |                       |                      |                      |             |             |  |                      |                      |       |       |  |

### Cuartos de final
| 19 de noviembre del 2013 | Guacharos de Monagas | 86–72 | Estudiantes de Guárico | Maturín                          |
|                          |                      |       |                        |                                  |
|                          |                      |       |                        | Pabellón: Gilberto Roque Morales |

| 19 de noviembre del 2014 | Piratas de Vargas | 75–77 | Duros de Lara | La Guaira                            |
|                          |                   |       |               |                                      |
|                          |                   |       |               | Pabellón: Gimnasio José María Vargas |

| 19 de noviembre del 2014 | Caquetíos de Falcón | 94–69 | Acereros de Guayana | Coro |  |
|                          |                     |       |                     |      |  |
|                          |                     |       |                     |      |  |

| 19 de noviembre del 2014 | Aduaneros de Carabobo | 93–63 | Atléticos UCV | Caracas |  |
|                          |                       |       |               |         |  |
|                          |                       |       |               |         |  |

| Campeón 1.ª División  |
| --------------------- |
| Aduaneros de Carabobo |

## Segunda División

### Conferencia Única
| Pos | Equipo                    | J  | G | P | Pts |
| --- | ------------------------- | -- | - | - | --- |
| 1   | Maniceros del Tigre       | 16 | 9 | 7 | 25  |
| 2   | Halcones de Apure         | 16 | 9 | 7 | 25  |
| 3   | Titanes de Carabobo       | 16 | 9 | 7 | 25  |
| 4   | Leopardos de Aragua       | 16 | 8 | 8 | 24  |
| 5   | Universitarios de Caracas | 16 | 7 | 9 | 23  |
| 6   | Industriales de Guacara   | 16 | 7 | 9 | 23  |

Solamente hay datos parciales de la fase regular hasta la jornada 8 (de 10).

### Play-Offs
Las semifinales arrancaron el 20 de noviembre, y se disputaron a tres juegos, para ganar dos. 
La final se disputó a 5 partidos máximo, para ganar tres partidos. Titanes de Carabobo y Maniceros de El Tigre fueron los clasificados, empezando en la ciudad de El Tigre (resultado parcial 1-1), y cerrando en la ciudad de Valencia, incluyendo el quinto, de ser necesario.
|  | Semifinales         | Semifinales         | Semifinales         |                     |                     | Final               | Final | Final |  |
|  |                     |                     |                     |                     |                     |                     |       |       |  |
|  |                     |                     |                     |                     |                     |                     |       |       |  |
|  | Leopardos de Aragua | Leopardos de Aragua | 1                   |                     |                     |                     |       |       |  |
|  | Leopardos de Aragua | Leopardos de Aragua | 1                   |                     |                     |                     |       |       |  |
|  | Maniceros del Tigre | Maniceros del Tigre | 2                   |                     |                     |                     |       |       |  |
|  | Maniceros del Tigre | Maniceros del Tigre | 2                   |                     | Maniceros del Tigre | Maniceros del Tigre | G     |       |  |
|  |                     |                     |                     |                     | Maniceros del Tigre | Maniceros del Tigre | G     |       |  |
|  |                     |                     | Titanes de Carabobo | Titanes de Carabobo | P                   |                     |       |       |  |
|  | Halcones de Apure   | Halcones de Apure   | Titanes de Carabobo | Titanes de Carabobo | P                   | 0                   |       |       |  |
|  | Halcones de Apure   | Halcones de Apure   |                     |                     |                     | 0                   |       |       |  |
|  | Titanes de Carabobo | Titanes de Carabobo | 2                   |                     |                     |                     |       |       |  |
|  | Titanes de Carabobo | Titanes de Carabobo | 2                   |                     |                     |                     |       |       |  |
|  |                     |                     |                     |                     |                     |                     |       |       |  |

| Campeón 2.ª División |
| -------------------- |
| Maniceros del Tigre  |

## Tercera División
La tercera división se disputó en 2 grupos de 5 equipos. Clasificaron a la ronda eliminatoria los dos mejores de cada grupo.

### Conferencia Centro Sur
| Pos | Equipo             | J  | G  | P  | Pts |
| --- | ------------------ | -- | -- | -- | --- |
| 1   | Mercal de Coche    | 16 | 14 | 2  | 30  |
| 2   | Delfines de Vargas | 16 | 12 | 4  | 28  |
| 3   | EB Rodeo           | 14 | 7  | 7  | 21  |
| 4   | Bravos de Amazonas | 14 | 5  | 9  | 19  |
| 5   | Águilas de Barinas | 16 | 0  | 16 | 16  |

### Conferencia Centro Oriente
| Pos | Equipo                | J  | G  | P  | Pts |
| --- | --------------------- | -- | -- | -- | --- |
| 1   | Marineros de Sucre    | 14 | 12 | 2  | 26  |
| 2   | Maniceros del Tigre 2 | 16 | 9  | 7  | 26  |
| 3   | Waraos de Tucupita    | 14 | 9  | 5  | 25  |
| 4   | Duros de Cantaura     | 14 | 3  | 11 | 17  |
| 5   | Gatos de Pozuelo      | 14 | 3  | 11 | 17  |

Actualizado hasta la jornada 9

### Play-Off
La serie finales empezaron el 19 de noviembre de 2013. Delfines de Vargas se coronó campeón ante el quinteto de Mercal de Coche.
|  | Semifinales | Semifinales           | Semifinales |                 |     | Final              | Final | Final |  |
|  |             |                       |             |                 |     |                    |       |       |  |
|  |             |                       |             |                 |     |                    |       |       |  |
|  | 1.º         | Delfines de Vargas    | G           |                 |     |                    |       |       |  |
|  | 1.º         | Delfines de Vargas    | G           |                 |     |                    |       |       |  |
|  | 4.º         | Maniceros del Tigre 2 | P           |                 |     |                    |       |       |  |
|  | 4.º         | Maniceros del Tigre 2 | P           |                 | GS1 | Delfines de Vargas | 3     |       |  |
|  |             |                       |             |                 | GS1 | Delfines de Vargas | 3     |       |  |
|  |             |                       | GS2         | Mercal de Coche | 2   |                    |       |       |  |
|  | 2do         | Mercal de Coche       | GS2         | Mercal de Coche | 2   | G                  |       |       |  |
|  | 2do         | Mercal de Coche       |             |                 |     | G                  |       |       |  |
|  | 3.º         | Waraos de Tucupita    | P           |                 |     |                    |       |       |  |
|  | 3.º         | Waraos de Tucupita    | P           |                 |     |                    |       |       |  |
|  |             |                       |             |                 |     |                    |       |       |  |

| Campeón 3.ª División |
| -------------------- |
| Delfines de Vargas   |

## División Femenina
Datos:

### Conferencia Única
| Pos | Equipo                 | J  | G  | P  | Pts |
| --- | ---------------------- | -- | -- | -- | --- |
| 1   | Bucaneras de La Guaira | 24 | 23 | 01 | 47  |
| 2   | Deportivo Anzoátegui   | 24 | 20 | 04 | 44  |
| 3   | Estudiantes            | 24 | 11 | 13 | 35  |
| 4   | Águilas                | 24 | 06 | 18 | 30  |
| 5   | Aurinegras             | 24 | 02 | 22 | 26  |

### Serie eliminatoria
La final fue disputada a partir del 20 de noviembre de 2013, entre Bucaneras de La Guaira y Deportivo Anzoátegui.
Bucaneras empezó de local en La Guaira, resultados 80-61, y 91-76. Luego la serie se trasladó a Puerto La Cruz, Deportivo Anzoátegui ganó el tercero 66-65, pero no pudo forzar el quinto juego, al ceder en el cuarto ante las litoralenses, con marcador de 87-104. De esta forma, Bucaneras de La Guaira obtuvo su primer título, luego de ceder en la final de la temporada anterior. 
La jugadora Sharol Renault fue escogida la JMV.
| Campeón División Femenina |
| ------------------------- |
| Bucaneras de La Guaira    |